# Lijst van voetbalclubs - W
Dit is een lijst van voetbalclubs met als beginletter een W.
- W Connection
- Waasland-Beveren
- Wacker Burghausen
- Wacker Gotha
- Wacker Innsbruck
- Wacker Innsbruck (2002)
- Wacker Leipzig
- Wacker München
- Wacker Nordhausen
- Wacker Nünchritz
- Wacker Nürnberg
- Wacker Tirol
- FC Wageningen
- WaiBop United
- Waitakere United
- SV Walking Boyz Company
- Walsall FC
- Racing Waregem
- SV Waregem
- Waterhouse FC
- Waterschei
- Watford FC
- The Wednesday FC
- Wellington Phoenix FC
- Werder Bremen
- Werder Hannover
- West Bromwich Albion FC
- West Ham United FC
- Westerlo
- Westend 1901
- Western Suburbs
- Western United FC
- FC Wettingen
- WFB
- Widzew Łódź
- Wiener AC
- Wiener AF
- Wiener Bewegungsspieler
- Wiener FC 1898
- Wiener Sport-Club
- Wiener Sportfreunde
- Wiener Sportklub Wienstrom
- Wigan Athletic FC
- FC Wil
- FC Willisau
- FC Winterthur
- Willebroek-Meerhof
- Willem II
- Wimbledon FC
- AFC Wimbledon
- Wisła Kraków
- FC Wohlen
- VfL Wolfsburg
- Wolverhampton Wanderers FC
- Wrexham AFC
- Wycombe Wanderers FC

A · B · C · D · E · F · G · H · I · J · K · L · M · N · O · P · Q · R · S · T · U · V · W · X · Y · Z